# Restless Farewell
Pistes de The Times They Are a-Changin'
The Lonesome Death of Hattie Carroll
Restless Farewell est une chanson de Bob Dylan, parue en 1964 sur son troisième album, The Times They Are a-Changin'. Inspirée de la chanson traditionnelle irlandaise (ou écossaise) The Parting Glass, elle a été enregistrée lors du dernier jour de sessions pour l'album, le 31 octobre 1963.
Dylan l'a interprétée lors d'une émission télévisée célébrant les 80 ans de Frank Sinatra (Sinatra: 80 Years My Way), en décembre 1995.